# Wasilis Efremidis
Wasilis Efremidis, gr. Βασίλης Εφραιμίδης (ur. 31 grudnia 1915 w Atenach, zm. 17 sierpnia 2000) – grecki polityk, dziennikarz i prawnik, działacz komunistyczny, parlamentarzysta krajowy, poseł do Parlamentu Europejskiego I, II, III i IV kadencji.

## Życiorys
Ukończył studia prawnicze na Uniwersytecie Narodowym im. Kapodistriasa w Atenach. Praktykował w zawodzie prawnika. W czasie okupacji niemieckiej w okresie II wojny światowej był członkiem Greckiego Frontu Wyzwolenia Narodowego (EAM). Działacz Zjednoczonej Lewicy Demokratycznej (EDA), w latach 1950–1967 zasiadał w greckim parlamencie z różnych okręgów. W latach 1951–1956 pełnił funkcję redaktora naczelnego lewicowej gazety „I Awji”.
Po przemianach politycznych członek komitetu centralnego Komunistycznej Partii Grecji (KKE). W 1981, 1984, 1989 i 1994 wybierany do Europarlamentu, mandat europosła sprawował do 1999. Przez kilkanaście lat był wiceprzewodniczącym frakcji komunistycznej w PE.